# Flaviano de Constantinopla
Flaviano (em latim: Flavianus ou Phlabianus) foi um Arcebispo de Constantinopla de 446 até 449. Ele é venerado como um santo pela Igreja Católica e pela Igreja Ortodoxa.
Na Igreja Católica, São Flaviano é comemorado em 18 de fevereiro, a data atribuída a ele no Martirológio romano. Ele não deve ser confundido com Flaviano de Ricina.

## Vida e obras

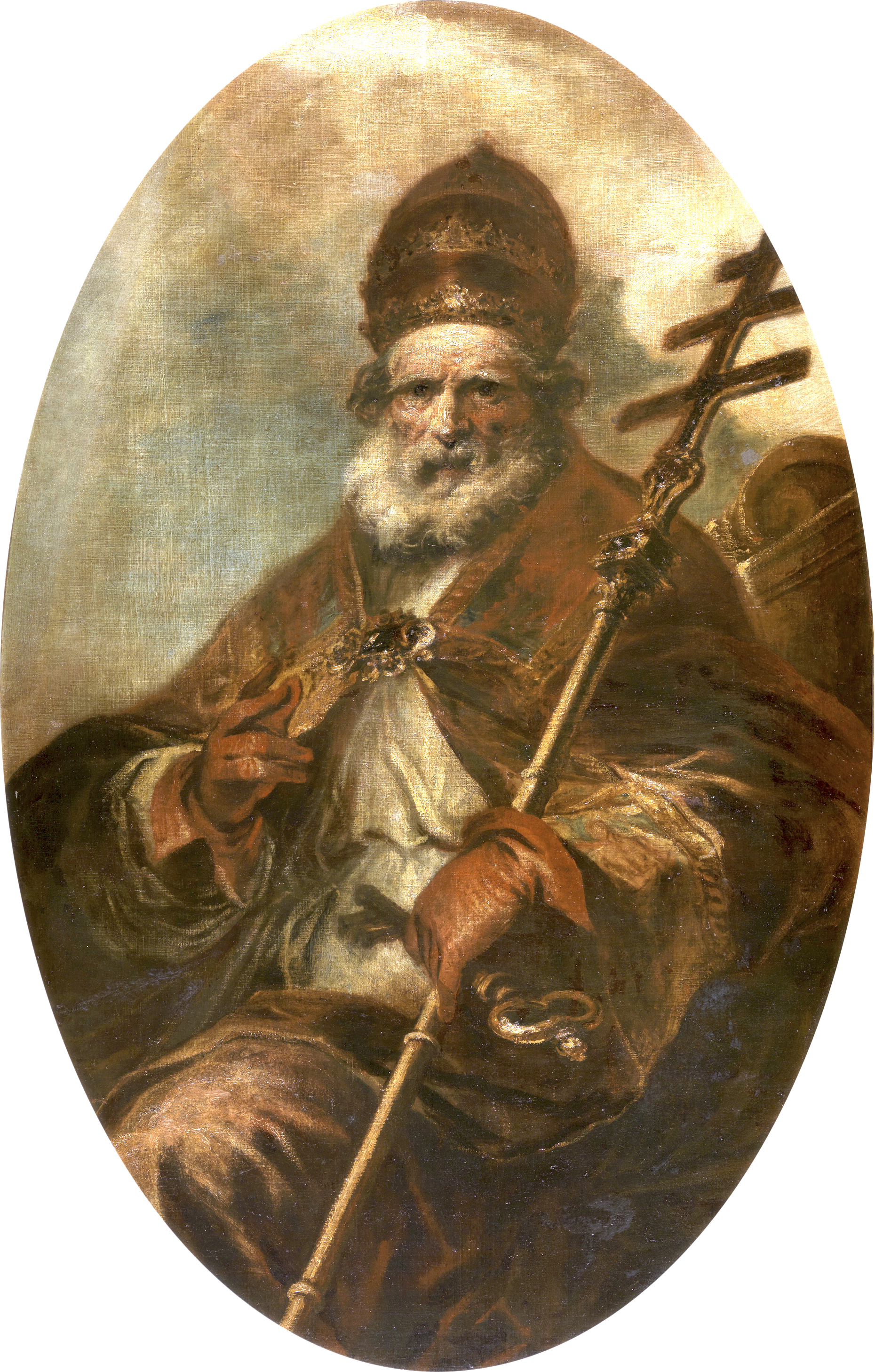
Papa Leão I, grande amigo de Flaviano.
Por Francisco de Herrera, o moço, atualmente no Museu do Prado

Flaviano era o guardião dos vasos sagrados da grande Igreja de Constantinopla e, de acordo com Nicéforo Calisto Xantópulo, tinha a reputação de levar uma vida santificada quando ele foi escolhido para ser Arcebispo de Constantinopla.
Durante a sua consagração, o imperador romano Teodósio II estava em Calcedônia. Seu eunuco, Crisáfio, tentou extorquir um presente de ouro para o imperador, mas como não conseguiu, ele começou a articular contra o novo Arcebispo dando seu apoio ao arquimandrita Eutiques em sua disputa com Flaviano.
Flaviano presidiu sobre um concílio de quarenta bispos em Constantinopla em 8 de novembro para resolver a disputa entre o bispo metropolita de Sárdis e dois bispos de sua província. Eusébio, bispo de Dorileia, apresentou seu caso contra Eutiques. O discurso de Flaviano permanece até hoje e termina com um apelo ao bispo de Dorileia: "Deixe sua excelência condescender ao ponto de visitá-lo e discutir com ele sobre a fé verdadeira e se ele se mantiver firme no erro, então ele deverá ser convocado à nossa assembleia sagrada e deverá responder por si mesmo". Eventualmente, o sínodo terminou por depor Eutiques.
Porém, como Eutiques protestou contra este veredito e recebeu o apoio de Dióscoro, Patriarca de Alexandria, o imperador convocou outro concílio em Éfeso. Neste concílio, que se reuniu no dia 8 de agosto de 449, Eutiques e Dióscoro atacaram violentamente o Arcebispo. O concílio então reinstalou Eutiques. Flaviano foi deposto e foi atacado fisicamente, terminando por morrer em seguida, em 11 de agosto, em Hipepa, na Lídia, por conta dos ferimentos recebidos neste ataque e foi enterrado secretamente.

## Resultado
O Papa Leão I, cujos legados foram ignorados no concílio (eles traziam cartas do Papa para Flaviano e para Eutiques), e protestou, primeiro chamando o sínodo de "Latrocínio de Éfeso" ou "Sínodo de Ladrões" e declarando que suas decisões não tinham valor.
Após Teodósio II ter morrido em 450, sua irmã Pulquéria retornou ao poder, casando com o oficial Marciano, que se tornou o imperador. O novo casal imperial trouxeram de volta para a capital os restos mortais de Flaviano de uma forma que, nas palavras do autor, pareciam mais "um triunfo…que uma procissão funeral". O Concílio de Calcedônia, convocado em 451, condenou novamente Eutiques, confirmou o "Tomo de Leão" (epístola 28) e canonizou Flaviano como um mártir.